# Cheval des Nez-Percés
Le Cheval des Nez-Percés est une race de chevaux de selle en cours de reconstitution afin de retrouver le type originel des anciennes montures Appaloosa des indiens Nez-Percés. Pour cela, les indiens de la réserve des Nez-Percés croisent les Appaloosas modernes avec des Akhal-Teké, un cheval turkmène décrit comme proche physiquement des anciens Appaloosas.

## Histoire
L'expédition de Lewis et Clark sur la côte ouest des États-Unis relève la qualité des chevaux de la tribu indienne des Nez-Percés dans son journal le 15 février 1806. Les montures indiennes semblent d'excellente race, élégantes et dynamiques et elles sont bien soignées. Ces Appaloosas originels ressemblent physiquement aux fins chevaux anglais, Lewis et Clark ajoutant qu'elles seraient très appréciées des connaisseurs dans ce pays.
Considérés par l'armée comme des armes de guerre, les immenses troupeaux des chevaux des Nez-Percés sont presque tous exterminés après la reddition de la tribu en 1877. Quelques passionnés sauvent le peu de chevaux restants et les croisent avec des Quarter Horses, entre autres, pour les préserver de la consanguinité. De ce fait, le cheval Appaloosa actuel n'a plus grand-chose à voir avec son ancêtre. Il existe néanmoins encore quelques lignées d'Appaloosas directement descendantes de celles possédées originellement par les Nez-Percés.

### Programme de reconstitution du cheval des Nez-Percés
Un programme visant à retrouver le cheval originel des Nez-Percés démarre en 1995 à Lapwai, en Idaho, le Nez Perce Horse Registry (NPHR), sur la base d'un croisement entre des Appaloosas restés proches du modèle originel (the Wallowa herd) et la race de chevaux d'Asie centrale nommée Akhal-Teké,. Ce programme résulte d'une collaboration entre le département américain Health and Human Services, la tribu des Nez-Percés, et une association à but non-lucratif, le First Nations Development Institute. Le choix de l'Akhal-Teké apparaît de prime abord surprenant, car les origines du cheval originel des Nez-Percés ne se situent pas en Asie centrale. Le but de ce programme est de reconstituer l'Appaloosa originel.

## Description
Le modèle diffère de celui du Quarter Horse, puisqu'il s'agit d'un cheval de selle léger.
Il porte une robe tachetée, rattachée génétiquement au complexe léopard.
L'influence de l'Akhal-Teké lui permet d'avoir des reflets métalliques dans sa robe tachetée.
Ce cheval est réputé endurant, intelligent et sensible.

## Diffusion de l'élevage
Il existe au moins un élevage de cette race de chevaux en France, situé à Chaudefonds-sur-Layon.